# Kecamatan Sirahpulaupadang
Kecamatan Sirahpulaupadang är ett distrikt i Indonesien. Det ligger i den västra delen av landet, 300 km nordväst om huvudstaden Jakarta.